# 7 mm

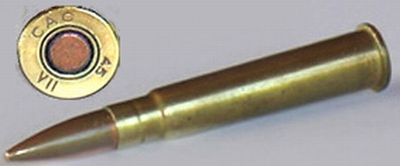
Una cartuccia .303 British

Questa voce elenca le cartucce che utilizzano una pallottola di calibro dai 7,0 mm agli 8,0 mm.
- Lunghezza si riferisce alla lunghezza del bossolo.
- Totale si riferisce alla lunghezza totale della cartuccia, incluso il proiettile.

Le misure sono date in millimetri, seguite dall'equivalente in pollici.
Per la spiegazione dei termini nella tabella vedere la pagina bossolo.

## Cartucce da pistola
| Nome                            | Pallottola    | Tipo di bossolo             | Lunghezza    | Collarino    | Base         | spalla       | Colletto     | Totale        |
| ------------------------------- | ------------- | --------------------------- | ------------ | ------------ | ------------ | ------------ | ------------ | ------------- |
| 7 × 20 mm Nambu[1]              | 7,112 (.280)  | rimless, collo di bottiglia | 19,81 (0,78) | 9,12 (.359)  | 8,91 (.351)  | 8,56 (.337)  | 7,52 (.296)  | 26,92 (1,06)  |
| 7,65 mm Roth-Sauer[1]           | 7,645 (.301)  | rimless straight            | 12,95 (0,51) | 8,51 (.335)  | 8,51 (.335)  | -            | 8,43 (.332)  | 21,34 (0,84)  |
| 7,65 × 25 mm Borchardt          | 7,798 (.307)  | rimless, collo di bottiglia | 25,15 (.990) | 9,91 (.390)  | 9,78 (.385)  | 9,4 (.370)   | 8,41 (.331)  | 34,54 (1,36)  |
| 7,62 × 25 mm Tokarev            | 7,798 (.307)  | rimless, collo di bottiglia | 24,99 (.984) | 9,96 (.392)  | 9,83 (.387)  | 9,47 (.373)  | 8,48 (.334)  | 34,29 (1,35)  |
| 7,63 × 25 mm Mauser             | 7,823 (.308)  | rimless, collo di bottiglia | 25,15 (.990) | 9,91 (.390)  | 9,68 (.368)  | 9,4 (.370)   | 8,43 (.332)  | 34,54 (1,36)  |
| 7,65 mm Mannlicher[1]           | 7,823 (.308)  | rimless, cilindrico         | 21,34 (0,84) | 8,48 (.334)  | 8,43 (.332)  | -            | 8,41 (.331)  | 28,45 (1,12)  |
| 7,65 mm Longue[1]               | 7,849 (.309)  | rimless, cilindrico         | 19,81 (0,78) | 8,56 (.337)  | 8,56 (.337)  | -            | 8,53 (.336)  | 30,23 (1,19)  |
| 7,65 × 21 mm Parabellum         | 7,861 (.3095) | rimless, collo di bottiglia | 21,59 (.850) | 10,01 (.394) | 9,906 (.390) | 9,627 (.379) | 8,433 (.332) | 29,84 (1,175) |
| .32 NAA                         | 7,92 (.312)   | rimless, collo di bottiglia | 17,27 (.680) | 9,5 (.374)   | 9,5 (.374)   | 9,47 (.373)  | 8,53 (.336)  | 24,99 (.984)  |
| .32 ACP (7,65x17mm Browning SR) | 7,937 (.3125) | semi-rimmed, cilindrico     | 17,27 (.680) | 9,093 (.358) | 8,585 (.338) | N/A          | 8,560 (.337) | 24,99 (.984)  |

## Cartucce da rivoltella
| Nome                                        | Pallottola      | Tipo di bossolo     | Lunghezza    | Collarino    | Base         | Colletto    | Totale       |
| ------------------------------------------- | --------------- | ------------------- | ------------ | ------------ | ------------ | ----------- | ------------ |
| 7,62 × 38 mm R (7,62 mm Nagant {Rimmed})[1] | 7,493 (.295)    | rimmed, cilindrico  | 38,86 (1,53) | 9,855 (.388) | 8,51 (.335)  | 7,26 (.286) | 38,86 (1,53) |
| .32 Smith & Wesson[1]                       | 7,950 (.312)    | rimmed , cilindrico | 15,49 (0,61) | 9,53 (.375)  | 8,51 (.335)  | 8,48 (.334) | 23,37 (0,92) |
| .32 S&W Long (.32 Colt New Police)[1]       | 7,950 (.312)    | rimmed, cilindrico  | 23,62 (0,93) | 9,53 (.375)  | 8,51 (.335)  | 8,48 (.334) | 32,26 (1,27) |
| .32 Short Colt (.320 Revolver)[1]           | 7,950 (.313)    | rimmed, cilindrico  | 16,51 (.650) | 9,576 (.377) | 8,077 (.318) | 7,95 (.313) | 24,38 (.960) |
| .32 Long Colt (.32 Colt)                    | 7,950 (.313)[1] | rimmed, cilindrico  | 23,37 (0,92) | 9,500 (.374) | 8,077 (.318) | 7,95 (.313) | 32,00 (1,26) |

## Cartucce da fucile

### Cartucce da 6,8 mm (.277 pollici)
| Nome                              | Pallottola   | Lunghezza      | Collarino    | Base         | Spalla        | Colletto     | Totale        |
| --------------------------------- | ------------ | -------------- | ------------ | ------------ | ------------- | ------------ | ------------- |
| 6,8 mm Remington SPC              | 7,036 (.277) | 42,545 (1,675) | 10,72 (.422) | 10,69 (.421) | 10,21 (.402)  | .298 (.298)  | 58,80 (2,315) |
| .270 Winchester                   | 7,036 (.277) | 64,52 (2,540)  | 12,01 (.473) | 11,94 (.470) | 11,20 (.441)  | 7,06 (.278)  | 84,84 (3,340) |
| 270 WSM (Winchester Short Magnum) | 7,036 (.277) | 53,34 (2,100)  | 13,59 (.535) | 14,10 (.555) | 13,665 (.538) | 7,976 (.314) | 72,64 (2,860) |
| .270 Weatherby Magnum             | 7,036 (.277) | 64,75 (2,55)   | 13,50 (.531) | 13,00 (.512) | 12,50 (.492)  | 7,70 (.303)  | 82,50 (3,250) |

### Cartucce da 7,0 mm (.284 pollici)
| Nome                                                   | Pallottola   | Lunghezza      | Collarino     | Base         | Spalla        | Colletto     | Totale        |
| ------------------------------------------------------ | ------------ | -------------- | ------------- | ------------ | ------------- | ------------ | ------------- |
| .276 Enfield                                           | 7,16 (.282)  | 60 (2,35)      | 13,1 (.517)   | 13,4 (.528)  | -             | -            | 82 (3,23)     |
| .284 Winchester                                        | 7,211 (.284) | 55,12 (2,170)  | 12,01 (.473)  | 12,72 (.501) | 12,06 (.475)  | 8,13 (.320)  | 71,12 (2,80)  |
| 7mm BR (Bench Rest)                                    | 7,214 (.284) | 38,61 (1,520)  | 12,01 (.473)  | 11,94 (.470) | 11,68 (.460)  | 7,82 (.308)  | -             |
| 7 mm SAUM (Short Action Ultra Magnum)                  | 7,214 (.284) | 51,69 (2,035)  | 13,564 (.534) | 13,97 (.550) | 13,564 (.534) | 8,128 (.320) | 71,76 (2,825) |
| 7mm WSM                                                | 7,214 (.284) | 53,34 (2,100)  | 13,59 (.535)  | 14,10 (.555) | 13,67 (.538)  | 8,15 (.321)  | -             |
| 7 mm Dakota                                            | 7,214 (.284) | 63,50 (2,500)  | 13,84 (.545)  | 13,84 (.545) | 13,49 (.531)  | 8,00 (.315)  | -             |
| .280 British                                           | 7,214 (.284) | 43,434 (1,71)  | 11,633(.458)  | 11,94 (.470) | 11,38 (.448)  | 7,95 (.313)  | 64,516 (2,54) |
| .280/30 British                                        | 7,214 (.284) | 43,434 (1,71)  | 12,01 (.473)  | 11,94 (.470) | 11,38 (.448)  | 7,95 (.313)  | 64,516 (2,54) |
| .276 Pedersen                                          | 7,218 (.284) | 51,38 (2,023)  | 11,43 (.450)  | 11,43 (.450) | 9,78 (.385)   | 7,95 (313)   | 72,39 (2,85)  |
| 7-30 Waters                                            | 7,214 (.284) | 52 (2,04)      | 12,9 (.506)   | 10,7 (.422)  | (needed)      | 7,8 (.306)   | 64 (2,52)     |
| 7 mm-08 Remington                                      | 7,214 (.284) | 51,689 (2,035) | 12,01 (.473)  | 11,94 (.470) | 11,53 (.454)  | 8,00 (.315)  | 71,12 (2,80)  |
| 7 × 57 mm Mauser 7 mm Mauser'Spanish Mauser'.275 Rigby | 7,24 (.285)  | 57,00 (2,244)  | 12,01 (.473)  | 11,99 (.472) | 10,92 (.430)  | 8,23 (.324)  | 77,72 (3,06)  |
| 7 mm Remington Magnum                                  | 7,214 (.284) | 63,50 (2,50)   | 13,51 (.532)  | 13,00 (.512) | 12,47 (.491)  | 8,00 (.315)  | 83,56 (3,290) |
| 7 × 64 mm Brenneke[2]                                  | 7,24 (.285)  | 64,00 (2,520)  | 11,95 (.470)  | 11,85 (.467) | 10,80 (.425)  | 7,95 (.313)  | 84,00 (3,307) |
| .280 Remington (7 mm Remington Express)                | 7,214 (.284) | 64,52 (2,54)   | 12,01 (.473)  | 11,94 (.470) | 11,20 (.441)  | 8,00 (.315)  | 84,58 (3,33)  |
| 7 mm RUM (Remington Ultra Magnum)                      | 7,214 (.284) | 72,39 (2,85)   | 13,564 (.534) | 13,97 (.550) | 13,335 (.525) | 8,179 (.322) | 92,71 (3,650) |
| 7 mm STW[3] (Shooting Times Westerner)                 | 7,214 (.284) | 72,39 (2,850)  | 13,02 (.5126) | 13,51 (.532) | 12,36 (.4868) | 8,00 (.315)  | 91,44 (3,60)  |
| 7 mm Weatherby Magnum                                  | 7,214 (.284) | -              | -             | -            | -             | -            | -             |
| .280 Ross[4] / .280 Rimless / .280 Nitro               | 7,29 (.287)  | 65,79 (2,59)   | 14,12 (.556)  | 13,56 (.534) | 10,26 (.404)  | 8,05 (.317)  | 88,9 (3,50)   |
| Modern 7 mm Rem Mag (Bossolo da .375 Ruger)            | 7,214 (.284) | 65 (2,559)     | 13,51 (.532)  | 13,51 (.532) | 13,1 (.516)   | 8,05 (.317)  | 85 (3,35)     |

### Cartucce da fucile da 7,8 mm (.308 pollici) (spesso conosciute come .308, calibro .30 o 7,62 mm)
| Nome                                   | Pallottola    | Lunghezza      | Collarino     | Base          | Spalla        | Colletto      | Totale        |
| -------------------------------------- | ------------- | -------------- | ------------- | ------------- | ------------- | ------------- | ------------- |
| .30 Pedersen                           | 7,82 (.308)   | 19,76 (.778)   | 8,48 (.334)   | 8,48 (.334)   | N/A           | 8,43 (.332)   | 30,38 (1,196) |
| .30 Carbine                            | 7,798 (.307)  | 32,77 (1,290)  | 9,14 (.360)   | 8,99 (.354)   | N/A           | 8,41 (.331)   | 41,91 (1,65)  |
| 7,62 × 40 mm Wilson Tactical           | 7,82 (.308)   | 39,8 (1,565)   | 9,6 (.378)    | 9,6 (.377)    | -             | -             | -             |
| 7,62 × 51 mm NATO                      | 7,82 (.308)   | 51,05 (2,01)   | 11,94 (.470)  | 11,84 (.466)  | 11,35 (.447)  | 8,58 (.338)   | 69,85 (2,75)  |
| .308 Winchester                        | 7,82 (.308)   | 51,18 (2,015)  | 11,94 (.470)  | 11,94 (.470)  | 11,53 (.454)  | 8,74 (.344)   | 69,85 (2,75)  |
| .300 RSAUM                             | 7,82 (.308)   | 51,181 (2,015) | 13,564 (.534) | 13,97 (.550)  | 13,564 (.534) | 8,74 (.344)   | 51,69 (2,035) |
| .300 WSM (Winchester Short Magnum)     | 7,823 (.308)  | 53,34 (2,100)  | 13,59 (.535)  | 14,10 (.555)  | 13,665 (.538) | 8,74 (.344)   | 72,64 (2,860) |
| 7,5 x 54 mm MAS Mle.1929[5]            | 7,82 (.308)   | 53,59 (2,11)   | 12,24 (.482)  | 12,19 (.480)  | 11,2 (.441)   | 8,64 (.340)   | 75,95 (2,99)  |
| 7,5 × 55 mm Schmidt Rubin              | 7,77 (.306)   | 55,499 (2,185) | 12,598 (.496) | 12,548 (.494) | 11,481 (.452) | 8,484 (.334)  | 77,47 (3,05)  |
| 7,35 × 51 mm                           | 7,57 (.298)   | 51,50 (2.028)  | 51,50 (2.028) | 11,40 (0.449) | 10,85 (0.427) | 8,32 (0.328)  | 73,70 (2.902) |
| .30-40 Krag                            | 7,82 (.308)   | 58,674 (2,31)  | 13,84 (.545)  | 11,608 (.457) | 10,541 (.415) | 8,585 (.338)  | 78,74 (3,10)  |
| .30-03                                 | 7,835 (.3085) | 64,52 (2,54)   | 12,01 (.473)  | 11,94 (.470)  | 11,2 (.441)   | 8,64 (.340)   | 84,84 (3,340) |
| .30-06 Springfield                     | 7,835 (.3085) | 63,35 (2,494)  | 12,01 (.473)  | 11,94 (.470)  | 11,07 (.436)  | 8,628 (.3397) | 84,84 (3,340) |
| .300 Winchester Magnum                 | 7,82 (.308)   | 66,55 (2,62)   | 13,51 (.532)  | 13,03 (.513)  | 12,42 (.489)  | 8,61 (.339)   | 84,84 (3,34)  |
| .300 RUM                               | 7,82 (.308)   | 72,39 (2,850)  | 13,564 (.534) | 13,97 (.550)  | 13,335 (.525) | 8,74 (.344)   | 90,30 (3,555) |
| .30-30 Winchester                      | 7,849 (.309)  | 51,79 (2,039)  | 12,85 (.506)  | 10,72 (.422)  | 10,18 (.401)  | 8,46 (.333)   | 64,77 (2,550) |
| 7,62 × 45 mm M52                       | 7,85 (.309)   | 44,9 (1,768)   | 11,18 (.440)  | 11,20 (.441)  | 10,46 (.412)  | 8,48 (.334)   | 60 (2,362)    |
| .300 Weatherby Magnum[6]               | 7,82 (.302)   | 71,75 (2,825)  | 13,49 (.531)  | 13 (.512)     | 12,5 (.492)   | 8,53 *.336)   | 90,47 (3,562) |
| .30-378 Weatherby Magnum[7]            | 7,82 (.308)   | 73,99 (2,913)  | 14,71 (.579)  | 14,78 (.582)  | 14,25 (.561)  | 8,56 (.337)   | 93,73 (3,690) |
| Modern 300 H&H (bossolo di .375 Ruger) | 7,82 (.308)   | 72,39 (2,850)  | 13,51 (.532)  | 13,51 (.532)  | 13,1 (.516)   | 8,6 (.338)    | 91,44 (3,600) |

### Cartucce da fucile da 7,8 mm (.310 pollici) in su
| Nome                         | Pallottola    | Lunghezza      | Collarino     | Base          | Spalla        | Colletto     | Totale         |
| ---------------------------- | ------------- | -------------- | ------------- | ------------- | ------------- | ------------ | -------------- |
| 7,62 × 54 mm R               | 7,870 (.310)  | 53,72 (2,115)  | 14,48 (.570)  | 8,53 (.336)   | 11,47 (.452)  | 8,50 (.335)  | 77,16 (3,038)  |
| 7,62 × 39 mm M43             | 7,899 (.311)  | 38,65 (1,522)  | 11,30 (.445)  | 11,25 (.443)  | 10,01 (.394)  | 8,636 (.340) | 55,80 (2,197)  |
| .303 British                 | 7,925 (.312)  | 55,88 (2,2)    | 13,46 (.530)  | 11,61 (.457)  | 10,19 (.401)  | 8,53 (.336)  | 76,48 (3,011)  |
| .32-20 Winchester .32-20 WCF | 7,937 (.3125) | 33,401 (1,315) | 10,287 (.405) | 8,966 (.353)  | 8,687 (.342)  | 8,280 (.326) | 40,386 (1,59)  |
| 7,65 × 53 mm Argentine       | 7,950 (.313)  | 53,188 (2,094) | 11,938 (.470) | 11,887 (.468) | 10,897 (.429) | 8,585 (.338) | 75,387 (2,968) |
| 7,7 × 56 mm R Arisaka        | 7,925 (.312)  | 55,88 (2,2)    | 13,46 (.530)  | 11,61 (.457)  | 10,19 (.401)  | 8,53 (.336)  | 76,48 (3,011)  |
| 7,7 × 58 mm Type 92          | 7,89 (.311)   | 57,7 (2,3)     | 12,8 (.503)   | 11,89 (.468)  | 10,9 (.429)   | 8,59 (.338)  | 79,5 (3,13)    |
| 7,7 × 58 mm Arisaka          | 7,89 (.311)   | 57,7 (2,3)     | 11,94 (.470)  | 11,89 (.468)  | 10,9 (.429)   | 8,59 (.338)  | 79,5 (3,13)    |
| .300 Lapua Magnum            | 7,87 (.308)   | 69,73 (2,745)  | 14,93 (.588)  | 14,91 (.587)  | 13,82 (.544)  | 8,73 (.344)  | 94,50 (3,72)   |